# Clarinet Quintet (Mozart)
Ngũ tấu dành cho clarinet và dàn nhạc dây cung La trưởng, K. 581 là tác phẩm của nhà soạn nhạc người Áo Wolfgang Amadeus Mozart. Tác phẩm được viết vào năm 1789. Vẻ đẹp của nó được gắn với bản concerto dành cho clarinet.

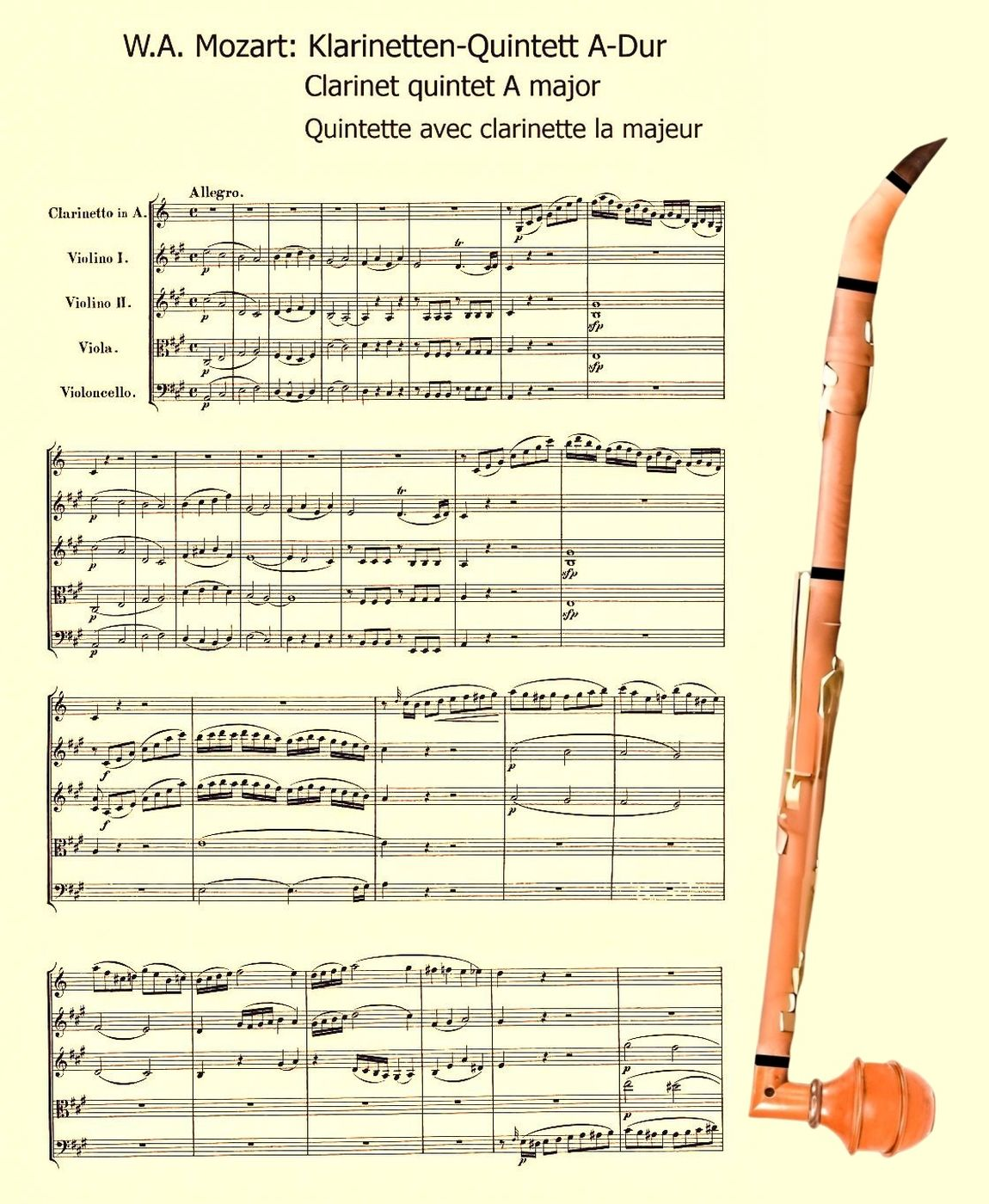
Ghi điểm với kèn clarinet lịch sử

## Âm thanh
| Bản ngũ tấu cho clarinet và dàn nhạc dây của Mozart, chương 1: Allegro |  |
|                                                                        |  |
|                                                                        |  |

| Bản ngũ tấu cho clarinet và dàn nhạc dây của Mozart, chương 2: Larghetto |  |
|                                                                          |  |
|                                                                          |  |

| Bản ngũ tấu cho clarinet và dàn nhạc dây của Mozart, chương 3: Menuetto |  |
|                                                                         |  |
|                                                                         |  |

| Bản ngũ tấu cho clarinet và dàn nhạc dây của Mozart, chương 4: Allegretto con variazioni |  |
|                                                                                          |  |
|                                                                                          |  |